# 神奈川県立保土ケ谷公園硬式野球場
神奈川県立保土ケ谷公園硬式野球場（かながわけんりつ・ほどがやこうえん・こうしきやきゅうじょう）は、神奈川県横浜市保土ケ谷区の神奈川県立保土ケ谷公園内にある野球場で、単に「保土ケ谷球場」という通称でも呼ばれる。神奈川県が運営管理を行っている。
施設命名権（ネーミングライツ）により、2015年4月1日から愛称をサーティーフォー保土ケ谷球場（サーティーフォーほどがやきゅうじょう）としている（詳細は後述）。

## 歴史
1949年開場。開場以来主に高校野球や社会人野球など県内のアマチュア野球公式戦で使用されている。高校野球の夏の県大会は、準々決勝までこの保土ケ谷球場で行われており（2005年まで、2006年より準々決勝以降の試合は横浜スタジアムで行われる）、地元・TVKテレビで中継する。春季は準々決勝（2018年より準決勝以降は横浜スタジアム）、秋季大会も決勝まで行われる。
1950年及び1951年の両年に合計6試合、プロ野球の公式戦が開催された記録がある。1951年9月26日に国鉄スワローズ対大阪タイガース戦が開催されたのが現時点でのプロ野球公式戦の最後の開催であるという。
1970年に改修された後、1996年にスタンドが全面改築され、同時にナイター照明が設置された。外野スタンド後方には桜の木が植えられている。
2019年秋に内野・外野の改修工事を実施した。
2020年よりベースボール・チャレンジ・リーグ（ルートインBCリーグ）に加入した神奈川フューチャードリームスが、初年度は公式戦2試合を開催している。2021年は当初より予定がなかったが、2022年は2年ぶりに2試合が予定されている。

## 施設命名権
神奈川県の「ネーミングライツパートナー制度」により球場の命名権を募集したところ、神奈川新聞社がこれを取得。2010年4月1日より5年間の契約で「保土ケ谷・神奈川新聞スタジアム」（ほどがや・かながわしんぶんスタジアム）の愛称が付けられ、2015年3月まで継続した。
神奈川新聞との契約期間終了に伴い、県が新たな命名権者を募集したところ、相模原市緑区に本社を置き、住宅建設・不動産業などを手掛けるサーティーフォーがこれを取得。2015年4月1日より5年間の契約で「サーティーフォー保土ケ谷球場」の愛称に変更された。サーティーフォーは相模原市立相模原球場に続く2件目の命名権取得となる。

## 主なエピソード
- 野球漫画「ドカベン」の明訓高校の所在地が神奈川県内という設定であったため、改修前の保土ケ谷球場が度々描かれている。
- 全国的な強豪校も多く、高校野球人気の高い神奈川県内の実質メイン球場のためにカードによっては満員札止めになり、場外にTVモニターを設置して観戦してもらうことがあった。「ドカベン」でも同様の描写がある。
- 1970年代になると、市内中心部にあった横浜公園平和野球場（通称：平和球場）が老朽化で使用できなくなったため、保土ケ谷球場では高校野球神奈川大会の開会式、閉会式と準決勝以降の試合(決勝は1975年まで)が行われた。1978年に平和球場が建て替えられて現在の横浜スタジアムとなってからは、横浜スタジアムがメイン開催球場となっている。以後、保土ケ谷球場で開会式が行われたのは1979年の一度のみである。2021年には、東京オリンピック（2020年より延期）にて横浜スタジアムを使用するため第103回全国高等学校野球選手権大会神奈川大会決勝などが開催された[6]。
- センチメンタル・バス（2000年解散）のヒット曲「Sunny Day Sunday」のジャケット写真に保土ケ谷球場が使われた。
- 球場前に公園が運営する売店が設置されていたが、2020年5月末で閉店した。

## 施設概要
RC造（一部鉄骨造）3階建
- 両翼：95m、中堅：120m
- 内野：クレー舗装、外野：天然芝

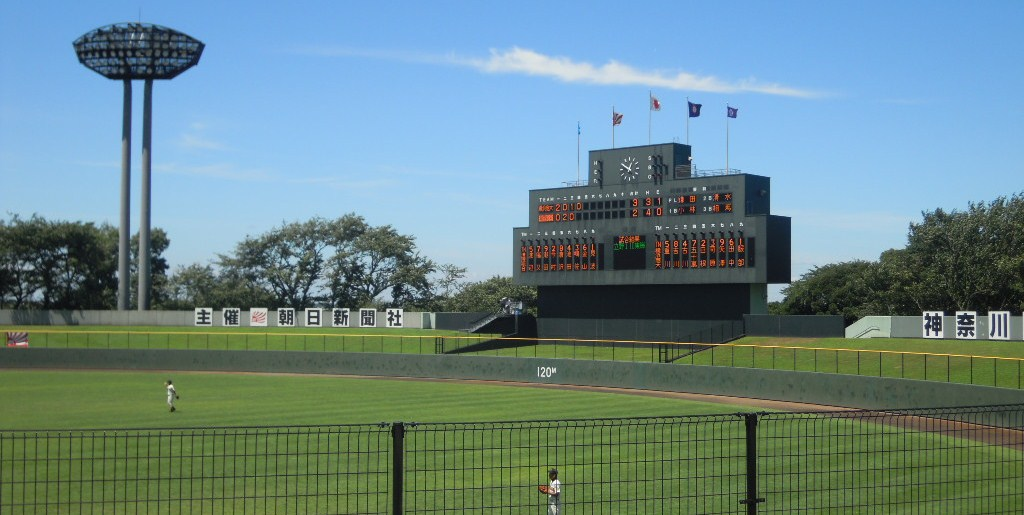
保土ケ谷球場スコアボード

- スコアボード：フルカラーLED式（開場～1993年はパネル式、1996年～2008年は磁気反転式、2009年～2017年は3色のLED電光表示式、2018年はフルカラーのLED電光表示式に改修。）
- 収容人員：14,817人（内野席 9371人、身障者席（車椅子用）28人　外野席 5,418人）
- 照明設備：6基

## 交通
- 相模鉄道本線・星川駅または和田町駅から徒歩約15分
  - 徒歩経路は急勾配が続くので注意。
- 下記路線バスで｢花見台｣または「保土ケ谷野球場前」下車すぐ
  - 保土ケ谷駅西口1番バスのりばから市営バス「（25）保土ケ谷駅西口循環」または「（25）横浜駅西口」行（所要時間約10分）
  - 横浜駅西口から「（25）保土ケ谷駅西口」行（所要時間約20分）

## 脚註
1. ↑  神奈川のタイガース参照
2. ↑  2020年過去全日程結果 - ベースボール・チャレンジ・リーグ（7月28日と9月8日の箇所を参照）
3. ↑  2021年度ルートインBCリーグ公式戦日程 (PDF)  - ベースボール・チャレンジ・リーグ（2021年3月9日）
4. ↑  2022年度ルートインBCリーグ公式戦日程及び運営体制の発表について - ベースボール・チャレンジ・リーグ（2022年3月4日、ページからリンクされるPDFファイル「公式戦日程（時間・球場）」を参照）2022年3月5日閲覧。
5. ↑  神奈川県・ネーミングライツパートナー制度
6. ↑  高校野球神奈川大会 試合速報・結果（2021年7月28日）決勝 カナロコ(神奈川新聞社) 2023年5月4日閲覧。

## ギャラリー

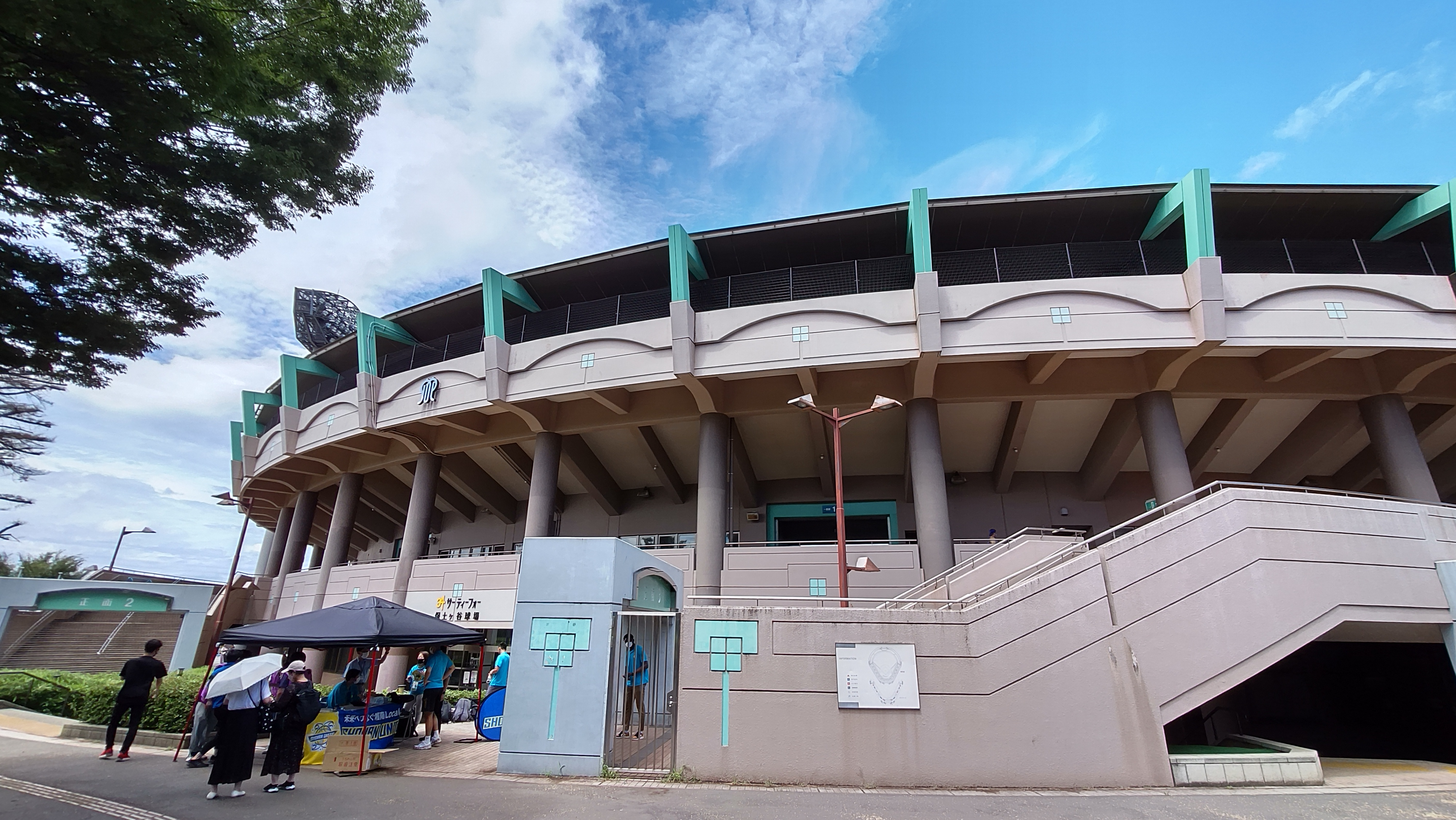
球場外観
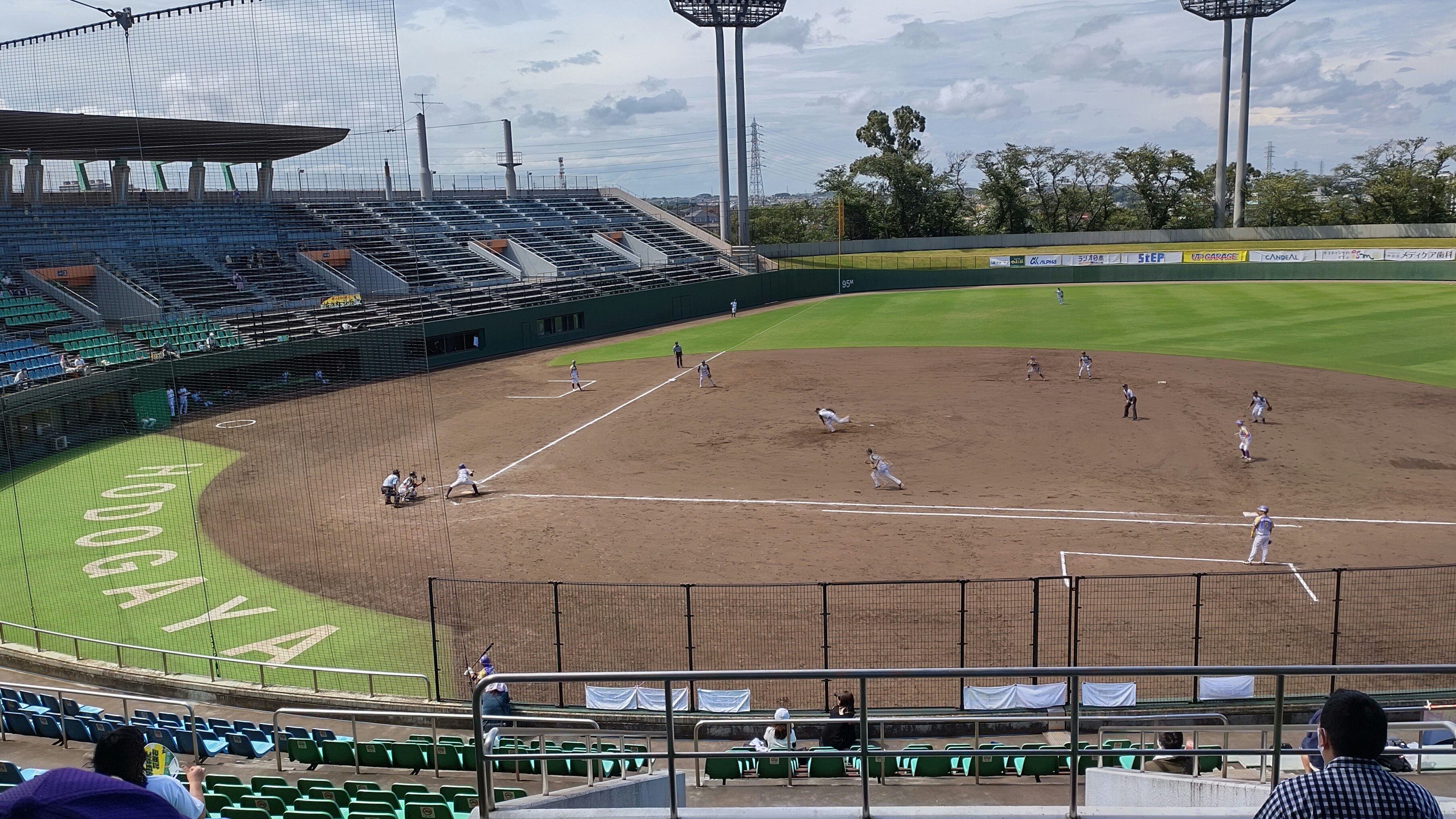
一塁側メインスタンドから見たグラウンド
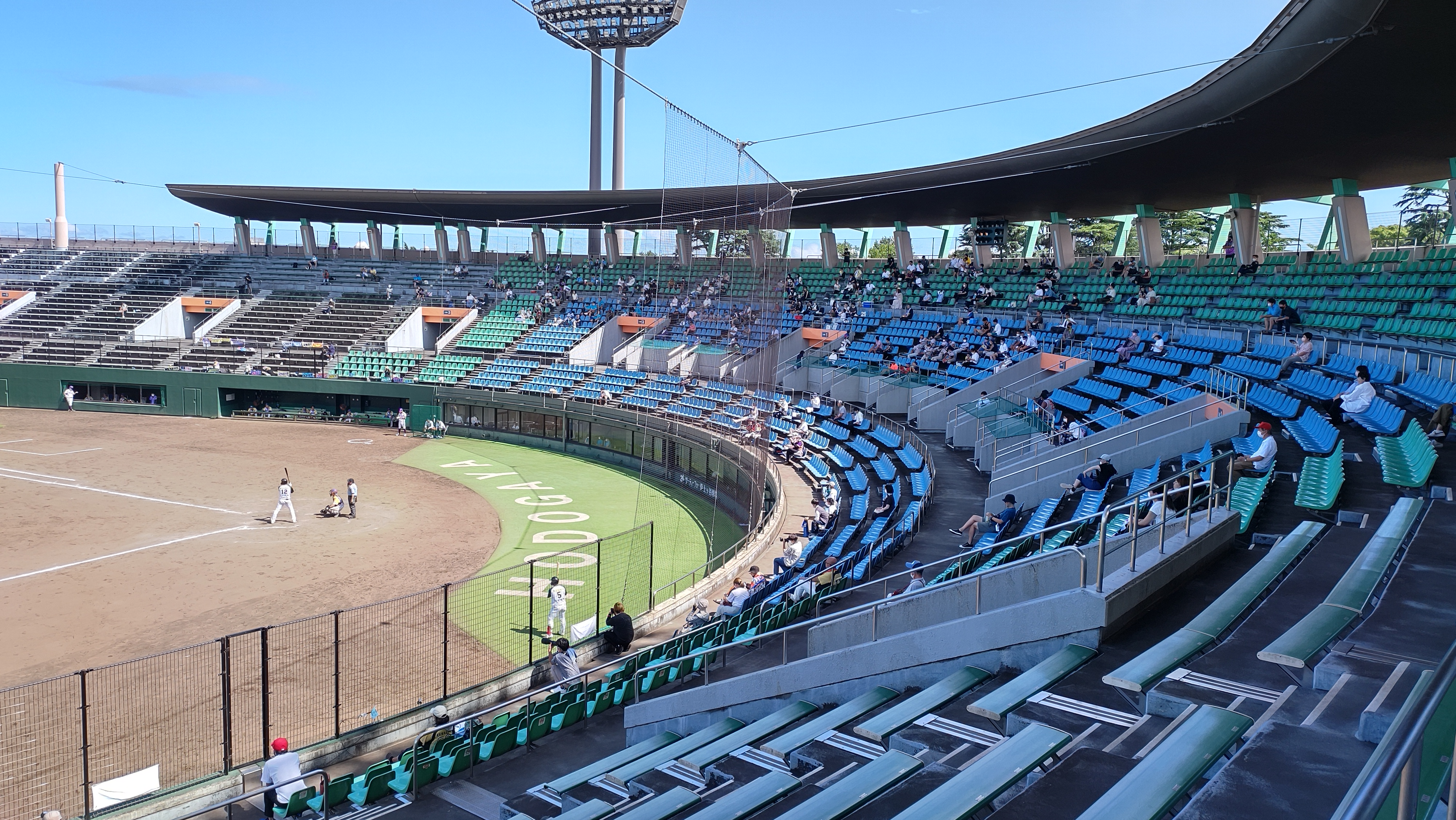
メインスタンド